# Karim Toʻlaganov
Karim Toʻlaganov (ur. 27 sierpnia 1973) – uzbecki bokser. 

## Kariera

### Kariera amatorska
W 1995 został złotym medalistą igrzysk Azji Centralnej w wadze do 71 kg i brązowym medalistą mistrzostw Azji. W 1996 został brązowym medalistą igrzysk olimpijskich w wadze lekkośredniej oraz mistrzem Uzbekistanu.

### Kariera zawodowa
W latach 1999–2002 był zawodowym bokserem. Odbył 5 walk, z czego 1 wygrał i 4 przegrał.